# Dichrooscytus flagellatus
Dichrooscytus flagellatus är en insektsart som beskrevs av Kelton 1972. Dichrooscytus flagellatus ingår i släktet Dichrooscytus och familjen ängsskinnbaggar. Inga underarter finns listade i Catalogue of Life.